# Stéréotype des lesbiennes U-Haul

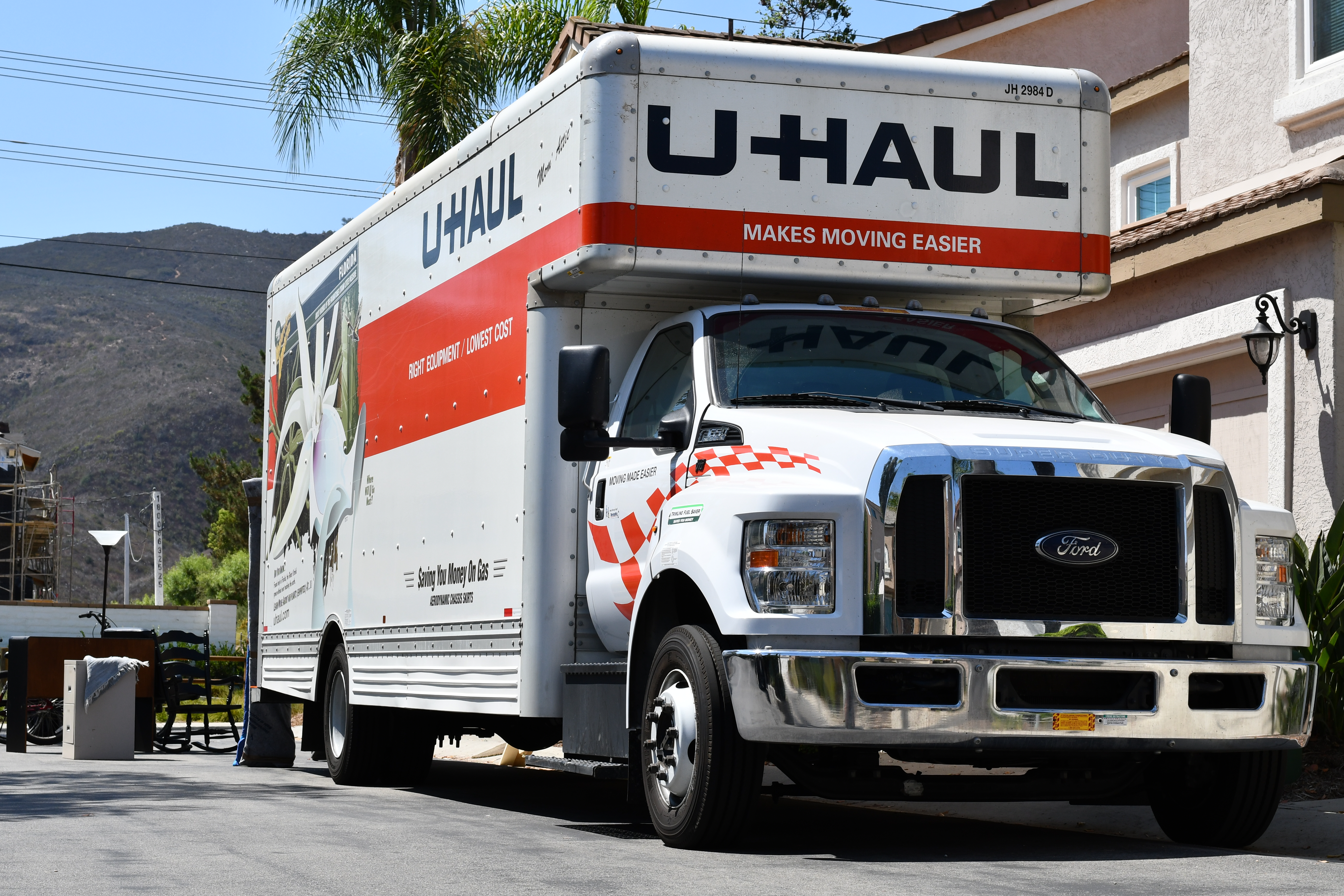
Un camion de déménagement U-Haul.

Le stéréotype des lesbiennes U-Haul ou syndrome U-Haul est un stéréotype des relations lesbiennes faisant référence à l'idée que les lesbiennes ont tendance à emménager ensemble après une courte période de temps (par exemple, après le deuxième rendez-vous). Cela suggère une inclination extrême vers des relations comportant un engagement fort. Selon le contexte, le terme peut être considéré comme humoristique, élogieux ou péjoratif,.

## Origine
Le nom provient d'une blague faisant référence aux camions de déménagement U-Haul, présents en Amérique du Nord. La blague est devenue populaire dans la culture lesbienne.

« — Qu'est-ce qu'une lesbienne apporte à un deuxième rendez-vous ?
— Un camion [de déménagement] U-Haul. »

Elle serait un élément important de l’humour lesbien. On l'attribue souvent à la comique Lea DeLaria,, qui a affirmé dans l'enregistrement de son spectacle en 1997, Box Lunch, qu'elle l'avait écrite en 1989 — dans l'album, elle fait hurler la chute au public, montrant qu'elle était déjà bien connue au moment de l'enregistrement.
La référence est devenue plus tard un stéréotype de l’identité sexuelle dans la communauté LGBTQ. Elle est parfois suivie ou précédée d'une blague similaire sur les hommes homosexuels :

« — Qu'est-ce qu'un homme gay apporte à un deuxième rendez-vous ?
— Quel deuxième rendez-vous ?, »

La blague est également populaire en dehors de la communauté LGBTQ. Néanmoins, elle a moins de chance d'être comprise spontanément par ces publics, ou même par des lesbiennes non nord-américaines, notamment parce qu'elle fait référence à un comportement non sexuel et parce que l'engagement émotionnel rapide et intense courant des lesbiennes n'est pas forcément connu en dehors de cette communauté. 

## Relations
Des psychologues ont pu noter que la blague incarne l'impression perçue par les lesbiennes de former rapidement des liens émotionnels intenses.
Certains psychologues pensent également que ce comportement peut être malsain. La courte durée avant emménagement empêcherait la tenue sérieuse de discussions préalables sur de nombreuses questions relationnelles (comme la compatibilité sexuelle ou les attentes futures), ce qui pourrait ensuite se manifester par divers problèmes.